# Waldino Suárez
Waldino Suárez fue un abogado y político argentino. Fue gobernador de la provincia de Santa Fe entre 1946 y 1949.
Nació en la ciudad de Santa Fe, donde cursó sus estudios en el Colegio Nacional. Se recibió de abogado en la Facultad de Ciencias Jurídicas y Sociales de la Universidad Nacional del Litoral.
En 1930 Suárez fue designado secretario administrativo del Puerto de Santa Fe y apoderado general del mismo; debido a esto, logró un contacto importante con los sectores obreros del puerto.
En 1946 llegó a la gobernación de la provincia luego del fallecimiento de Leandro Meiners 
Durante su gobierno se creó la Secretaría de Trabajo y Economía. Se inició una importante campaña contra el analfabetismo, se crearon escuelas rurales y escuelas nocturnas para adultos, escuelas de oficios y escuelas-granja. También se realizaron campañas sanitarias; se construyeron hospitales, viviendas y grandes elevadores y depósitos de granos en los principales puertos de la provincia.el gobernador los objetivos de una política rural, que tendía a la modernización y diversificación de la producción. En el mismo discurso informó de la intensificación de los cultivos de ensayos de cereales, oleaginosos y especies forrajeras, del impulso de la avicultura, respecto a la ganadería de los trabajos de inseminación artificial dedicados a incorporar razas europeas a los rodeos, del crecimiento del cultivo de plantas forestales para la protección de suelos erosionables. etc. En el norte provincial fomentó la industrialización del Quebracho.
A través del decreto 18.092, del 21 de setiembre de 1946, se transfirieron las usinas de Calchines y la Central Municipal de Rosario, a la Dirección General Nacional de Energía, nacionalizando la producción de electricidad de Santa Fe. también llevó a cabo la construcción del Hospital Escuela Eva Perón en el año 1948, ante un requerimiento emanado desde la Presidencia de la Nación, encomendó la construcción de la monumental obra de orden nacional, del futuro Complejo Hospital-Hogar Escuela en cercanías de la Ciudad de Rosario, de 35 hectáreas al norte de Pueblo Paganini. A fines de 1954 el Hospital estaba totalmente terminado y equipado, en condiciones de poder ser habilitado, en abril de 1955 se inició una pre-habilitación, pero el golpe de Estado de 1955 demoró la apertura del hospital, dejándolo sin funcionamiento durante unos años.
A pesar de ser un gobierno oficialista, hubo casi desde el comienzo de su gestión, una evidente oposición de algunos sectores del gobierno nacional hacia Waldino Suárez. Algunos llegaron al Congreso Nacional, con pedidos de intervención federal, y otros a la Legislatura Provincial solicitando el juicio político, que fue rechazado con manifestaciones públicas como la del 10 de febrero de 1947, cuando los varios gremios realizaron un paro general en adhesión a Suárez. El 8 de febrero de 1949 asume como interventor federal Dalmiro J. Adaro.